# Johnston (Rhode Island)
Johnston – miasto w Stanach Zjednoczonych, w stanie Rhode Island, w hrabstwie Providence.